# 石蔭邨
石蔭邨（英語：Shek Yam Estate）位於香港新界葵青區北葵涌梨木道120號，是區內第四個公共屋邨和新界第一條政府廉租屋邨，於1968年落成。原廉租屋邨共有八座樓宇。本邨由1994年7月起重建，項目編號為TW19RR，直至2005年重建完成，現時共有四座租住大廈。截至2020年9月30日，居民約有8,000人。
寧峰苑（英語：Ning Fung Court）是北葵涌兩個居者有其屋計劃屋苑之一（另一個為怡峰苑），位於梨木道99號（葵涌市地段477號，原石蔭邨一、二座拆卸前舊址）。

## 地理位置
廣義地區位於北葵涌（或稱上葵涌）。以街道標分則是和宜合道以東、梨木道以東、大白田街以南。鄰近石蔭東邨、安蔭邨、北葵涌公共圖書館暨北葵涌街市、和宜合道運動場等。

## 概要

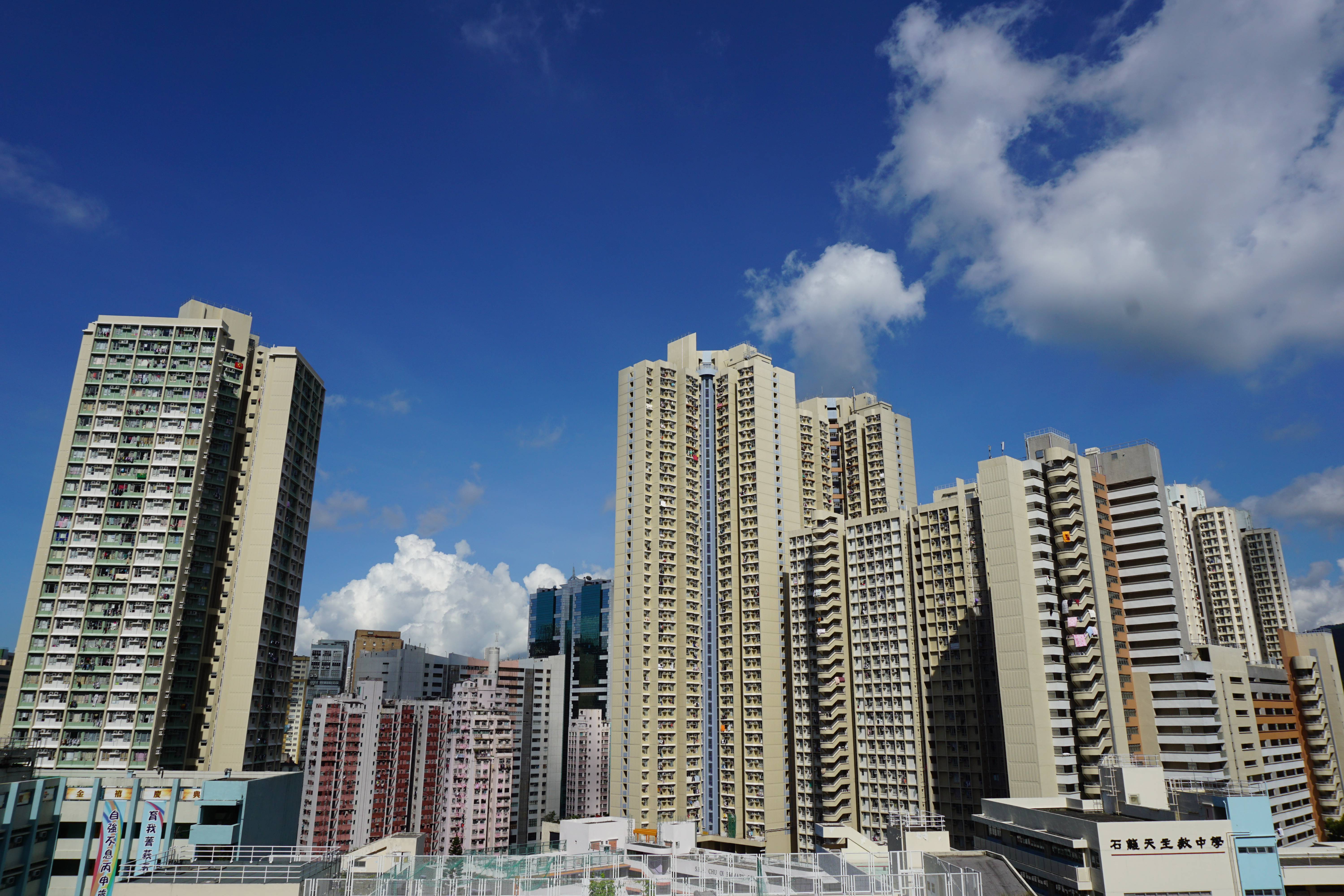
石蔭邨全貌（2016年6月）

石蔭邨智石樓、仁石樓、勇石樓三座由房屋署總建築師及劉榮廣伍振民建築師事務所聯手設計、並由中國海外房屋工程有限公司承建，主要接收原石蔭邨第4、5座及石籬邨第1、2、3、8及9座重建戶。
禮石樓則由房屋署總建築師及梁黃顧建築師事務所聯手設計、興勝建築有限公司承建，樓高34層，並設有地庫停車場及私營安老院（位於地下至三樓）。禮石樓原為未有發售的居屋，後來因政府停售居屋而成為租住公屋。因此，大廈設有於出租公屋極罕見的鑽石型飯廳單位及三睡房連儲物室/衣帽間的大型單位，部份單位的房間甚至採用了私人屋苑的五邊形設計，整體設計與同期落成的私人屋苑非常相似。
寧峰苑由劉榮廣伍振民建築師（香港）有限公司設計、由瑞安承建有限公司承建；其前身是石蔭邨前第一及二座，共有四座康和型大廈、提供1280個單位、在2001年落成。

## 屋邨資料

### 現存樓宇

#### 石蔭邨
| 樓宇名稱（座號）            | 樓宇類型                        | 落成年份 | 層數                  | 每層伙數                               | 每座單位總數（伙） | 建築師                                    | 承建商                   | 提供升降機的廠商 | 期數 |
| --------------------------- | ------------------------------- | -------- | --------------------- | -------------------------------------- | ------------------ | ----------------------------------------- | ------------------------ | ---------------- | ---- |
| 智石樓（第1座） （英語：Chi Shek House）  | 和諧一型第六款 （第三代後期）   | 2000年   | 41                    | 20                                     | 799                | 房屋署總建築師、 劉榮廣伍振民建築師事務所 | 中國海外房屋工程有限公司 | 奧的斯           | 2    |
| 仁石樓（第2座） （英語：Yan Shek House）  | 和諧一型第十款 （第三代後期）   | 2000年   | 41                    | 18                                     | 720                | 房屋署總建築師、 劉榮廣伍振民建築師事務所 | 中國海外房屋工程有限公司 | 奧的斯           | 2    |
| 勇石樓（第3座） （英語：Yung Shek House）  | 單方向設計大廈 （小型單位設計） | 2000年   | 21（低座） 32（高座） | 30（4-20樓） 14（21-32樓） 44（1-3樓） | 813                | 房屋署總建築師、 劉榮廣伍振民建築師事務所 | 中國海外房屋工程有限公司 | 奧的斯           | 4    |
| 禮石樓 （第4座） （英語：Lai Shek House） | 非標準設計大廈 （其它類型）     | 2005年   | 37                    | 10                                     | 340                | 房屋署總建築師、 梁黃顧建築師事務所       | 興勝建築有限公司         | 富士達           | 5    |

斜體 樓宇涉及使用不合格建材及禁用的半乾濕英泥沙地台，於2000年由房署人員揭發。及後由於涉及相關檢收人員貪污，案件轉介至廉署，一共有16名工程人員因而被捕。

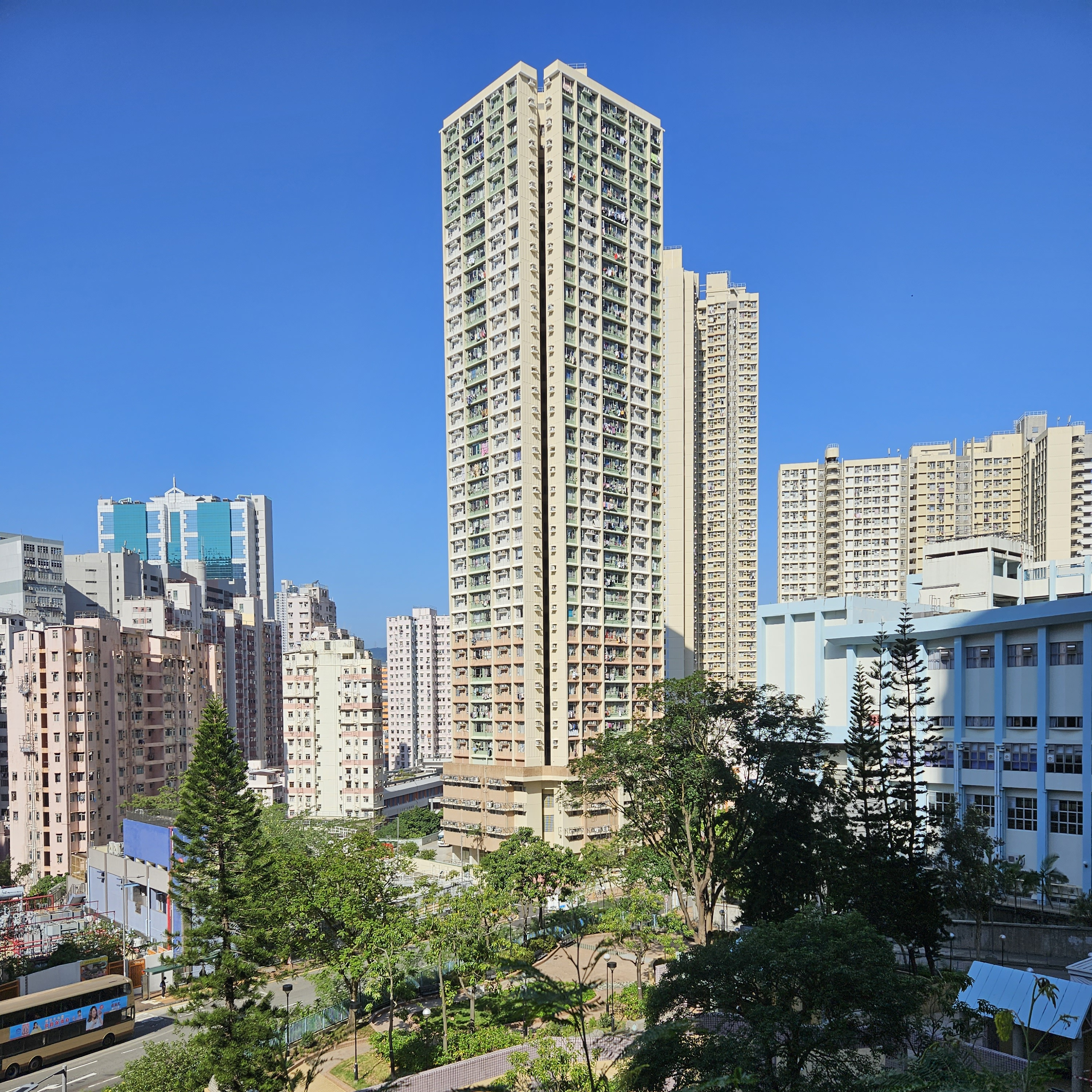
禮石樓

另外本邨第三期是寧峰苑，重建時已建成4幢康和一型大廈，並為居者有其屋計劃第二十一期甲的其中一個屋苑，故此有關座數將在下方列出。本邨第一期為石蔭梨木道公園，不設住宅單位，所以不在列表當中。

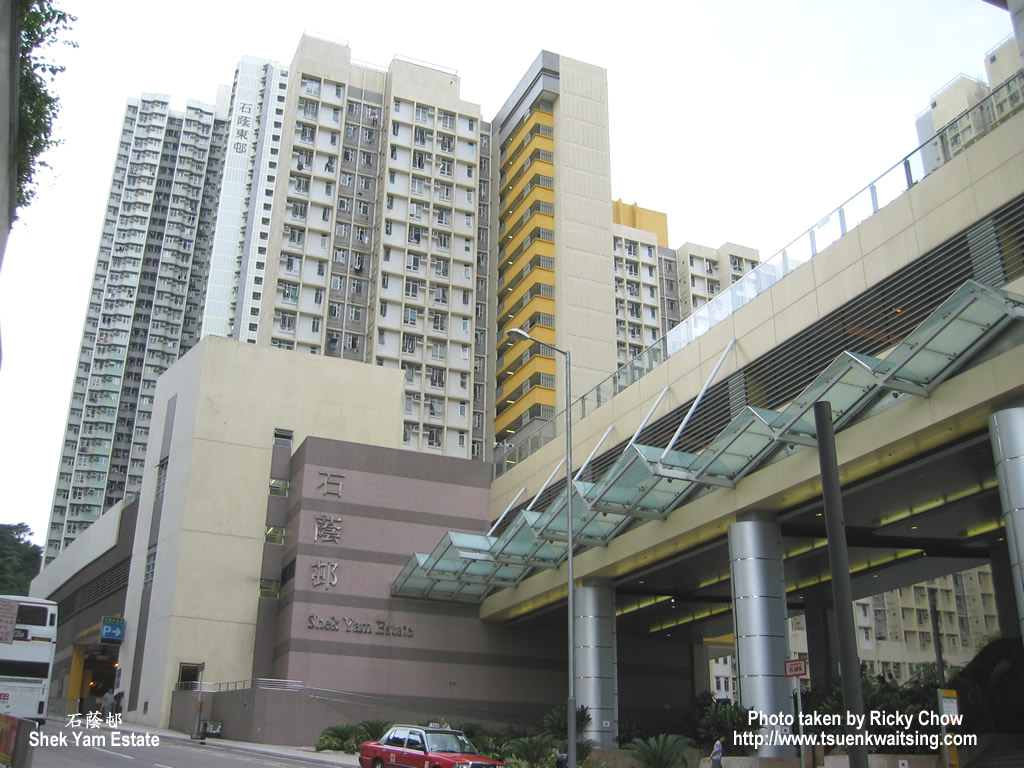
石蔭邨勇石樓
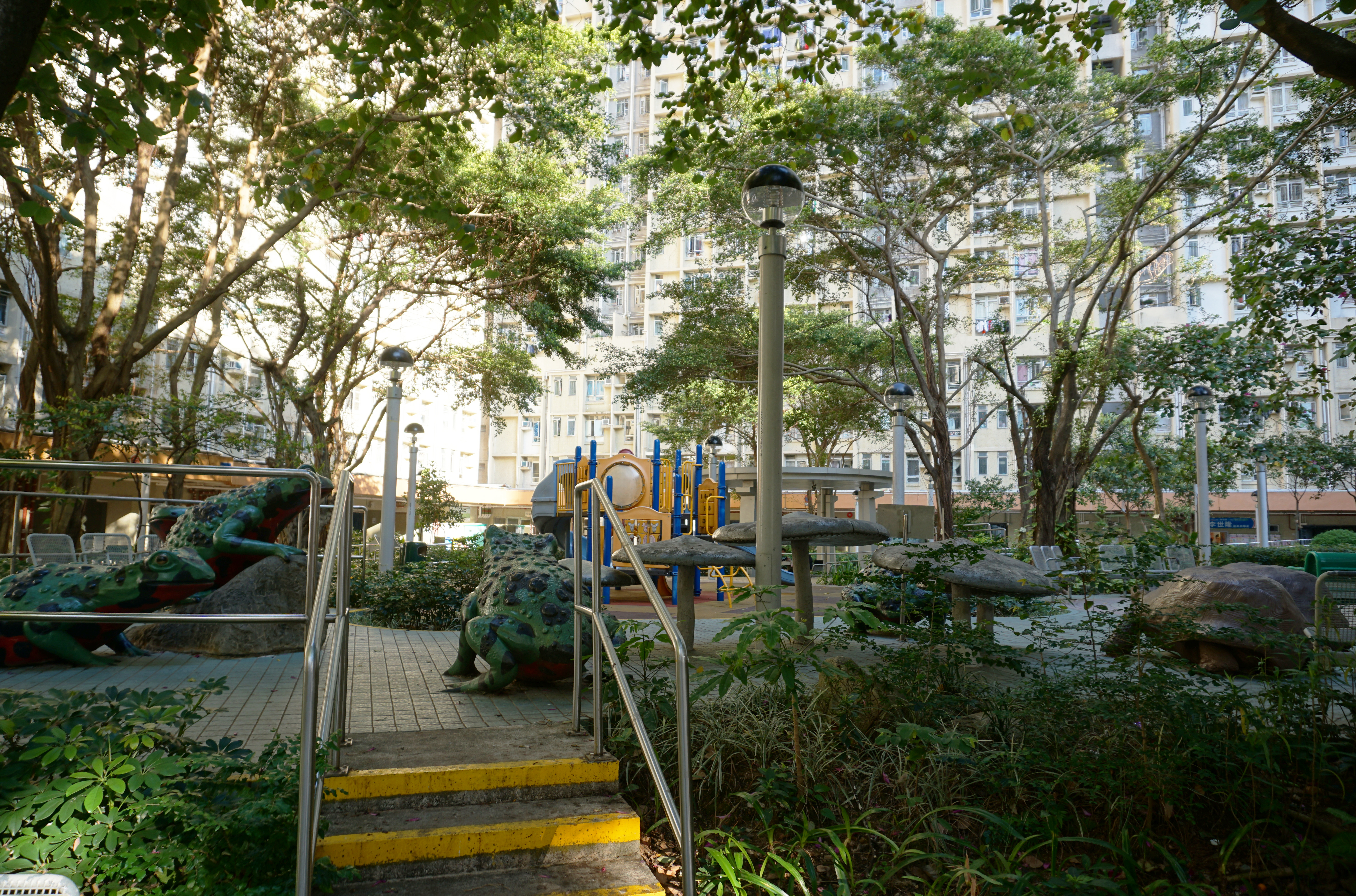
石蔭邨園景，設有青蛙、蘑菇及烏龜雕塑

#### 寧峰苑
| 樓宇名稱（座號） | 樓宇類型       | 落成年份 | 樓宇層數（住宅層數） | 每層伙數 | 每座單位數目 （伙） | 建築師                             | 承建商           | 提供升降機的廠商 | 期數 |
| ---------------- | -------------- | -------- | -------------------- | -------- | ------------------- | ---------------------------------- | ---------------- | ---------------- | ---- |
| 晴峰閣（A座）    | 康和一型第一款 | 2001年   | 40（1-40樓）         | 8        | 320                 | 劉榮廣伍振民建築師（香港）有限公司 | 瑞安承建有限公司 | LG               | 3    |
| 朗峰閣（B座）    | 康和一型第一款 | 2001年   | 40（1-40樓）         | 8        | 320                 | 劉榮廣伍振民建築師（香港）有限公司 | 瑞安承建有限公司 | LG               | 3    |
| 庭峰閣（C座）    | 康和一型第一款 | 2001年   | 40（1-40樓）         | 8        | 320                 | 劉榮廣伍振民建築師（香港）有限公司 | 瑞安承建有限公司 | LG               | 3    |
| 潤峰閣（D座）    | 康和一型第一款 | 2001年   | 40（1-40樓）         | 8        | 320                 | 劉榮廣伍振民建築師（香港）有限公司 | 瑞安承建有限公司 | LG               | 3    |

### 歷代樓宇
| 重建前的石蔭邨 | 重建前的石蔭邨 | 重建前的石蔭邨   | 重建前的石蔭邨 | 重建前的石蔭邨 | 重建前的石蔭邨       | 重建前的石蔭邨                    |
| 樓宇座號       | 樓宇類型       | 承建商           | 落成年份       | 拆卸年份       | 重建後原地所屬的建築 | 安置屋邨                          |
| -------------- | -------------- | ---------------- | -------------- | -------------- | -------------------- | --------------------------------- |
| 第1座          | 新型廉租大廈   | 有成建築有限公司 | 1968年-1969年  | 1997年         | 寧峰苑               | 石籬邨 石蔭東邨                   |
| 第2座          | 新型廉租大廈   | 有成建築有限公司 | 1968年-1969年  | 1997年         | 寧峰苑               | 石籬邨 石蔭東邨                   |
| 第3座          | 新型廉租大廈   | 有成建築有限公司 | 1968年-1969年  | 1995年         | 石蔭梨木道公園       | 安蔭邨                            |
| 第4座          | 新型廉租大廈   | 有成建築有限公司 | 1968年-1969年  | 2001年         | 石蔭梨木道公園       | （同一屋邨） 智石樓 仁石樓 勇石樓 |
| 第5座          | 新型廉租大廈   | 有成建築有限公司 | 1968年-1969年  | 2001年         | 石蔭梨木道公園       | （同一屋邨） 智石樓 仁石樓 勇石樓 |
| 第6座          | 新型廉租大廈   | 有成建築有限公司 | 1968年-1969年  | 1996年         | 智石樓 仁石樓 勇石樓 | 石籬邨                            |
| 第7座          | 新型廉租大廈   | 有成建築有限公司 | 1968年-1969年  | 1996年         | 智石樓 仁石樓 勇石樓 | 石籬邨                            |
| 第8座          | 新型廉租大廈   | 有成建築有限公司 | 1968年-1969年  | 1996年         | 智石樓 仁石樓 勇石樓 | 石籬邨                            |

粗體表示該樓宇牽涉26座問題公屋醜聞，其混凝土強度未達高層單位20.7MPa或低層單位31MPa的標準，相關樓宇均已納入整體重建計劃下重建。

## 文娛康樂、體育等公共設施
石蔭邨的文康設施較佳，原因是上葵涌地區的主要運動設施就在毗鄰，包括：北葵涌鄧肇堅室內運動場、和宜合道運動場、北葵涌游泳池及和宜合道哥爾夫球訓練場。而上葵涌區內唯一的公立圖書館──北葵涌公共圖書館，則位於石蔭路的北葵涌市政大樓內。
石蔭邨本身設有一間私營合約安老院，位於禮石樓地下（部份）至三樓。另外，石蔭邨東面的石蔭東邨開設了香港小童群益會的青少年中心；而安蔭邨則開設了香港佛教聯合會的長者中心和香港聖公會的護理安老院。
石蔭邨原有一社區會堂，其後重建為現時的禮石樓。

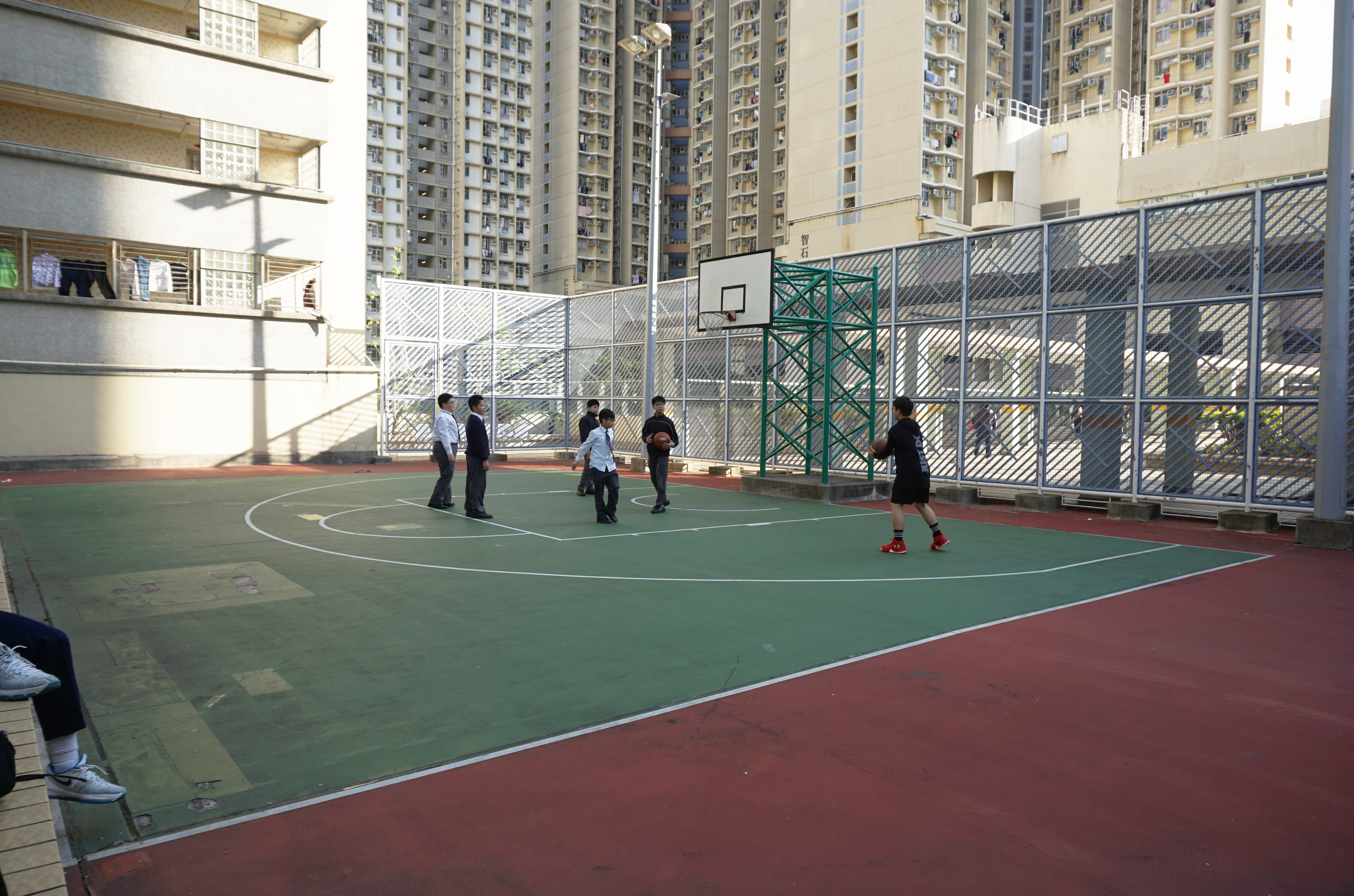
石蔭邨籃球場
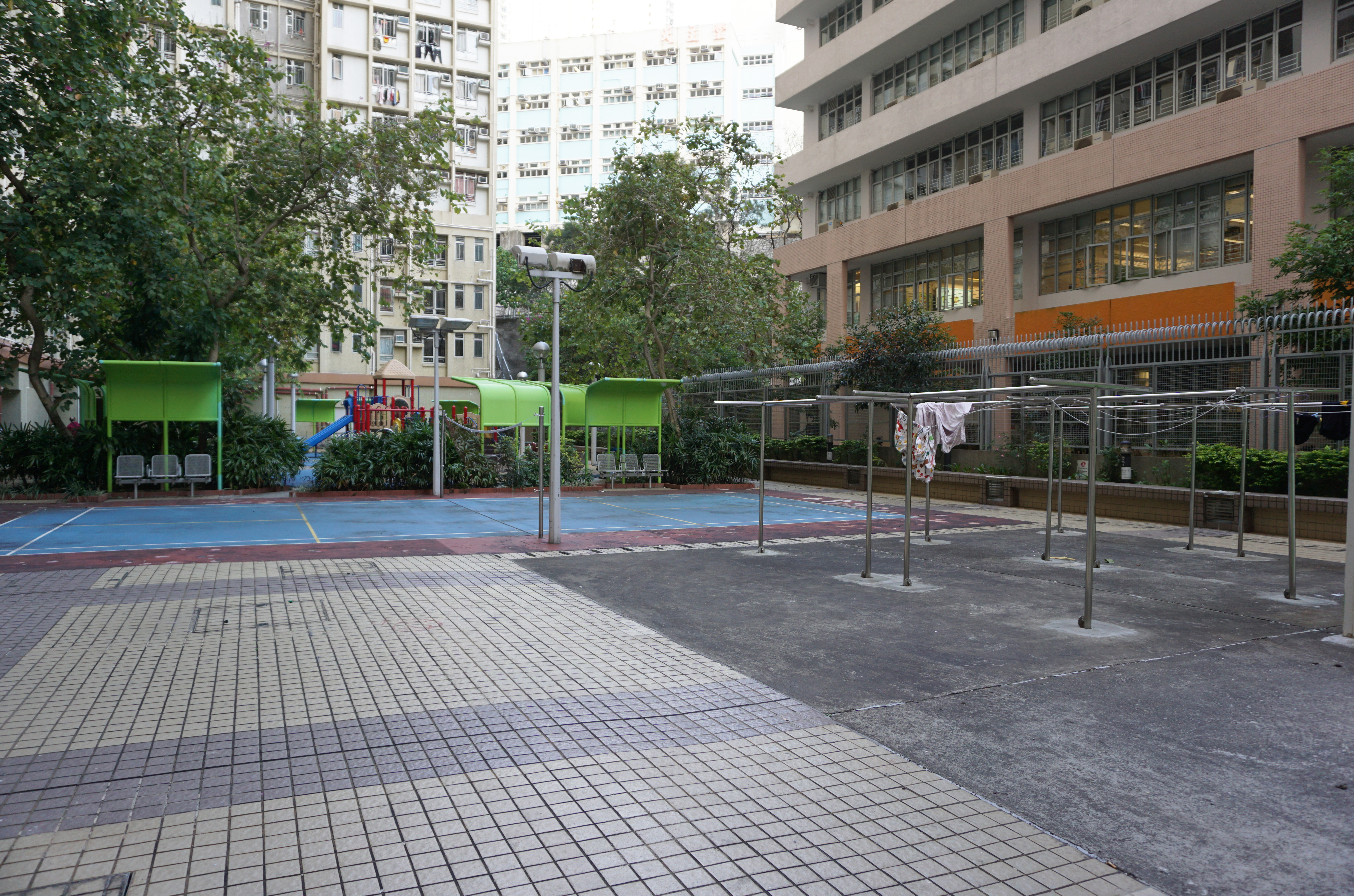
石蔭邨羽毛球場及曬衣架
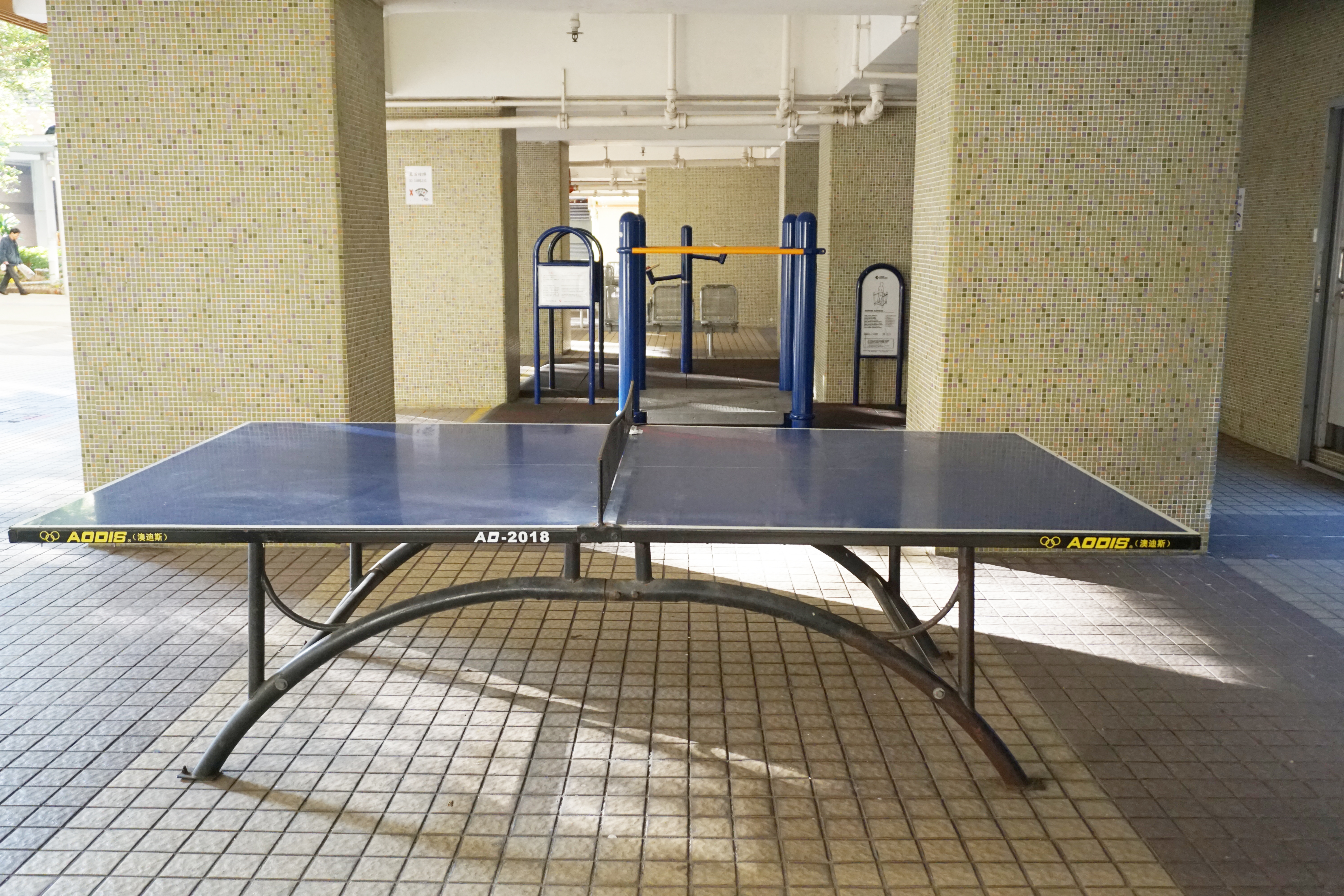
石蔭邨乒乓球枱
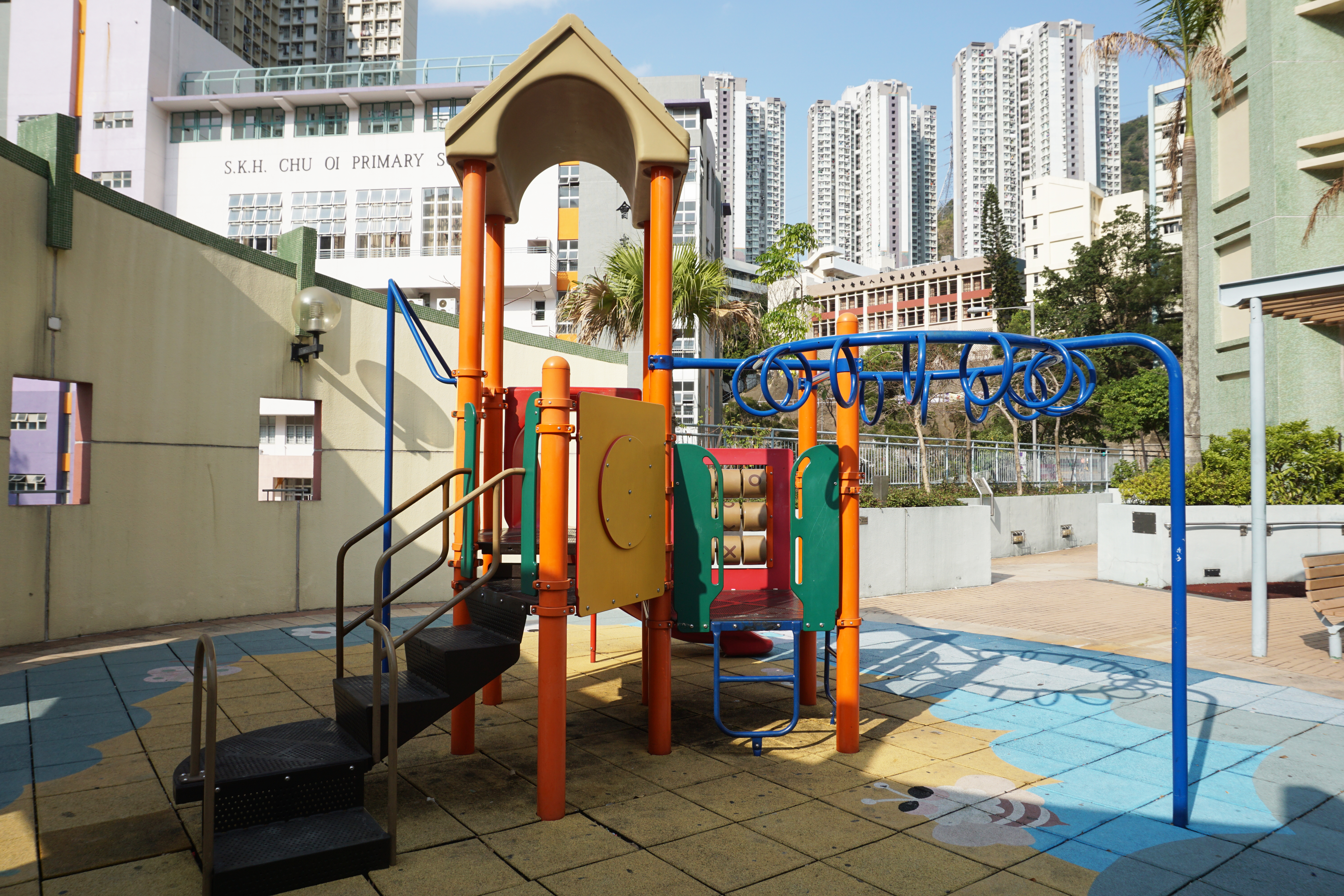
石蔭邨兒童遊樂場
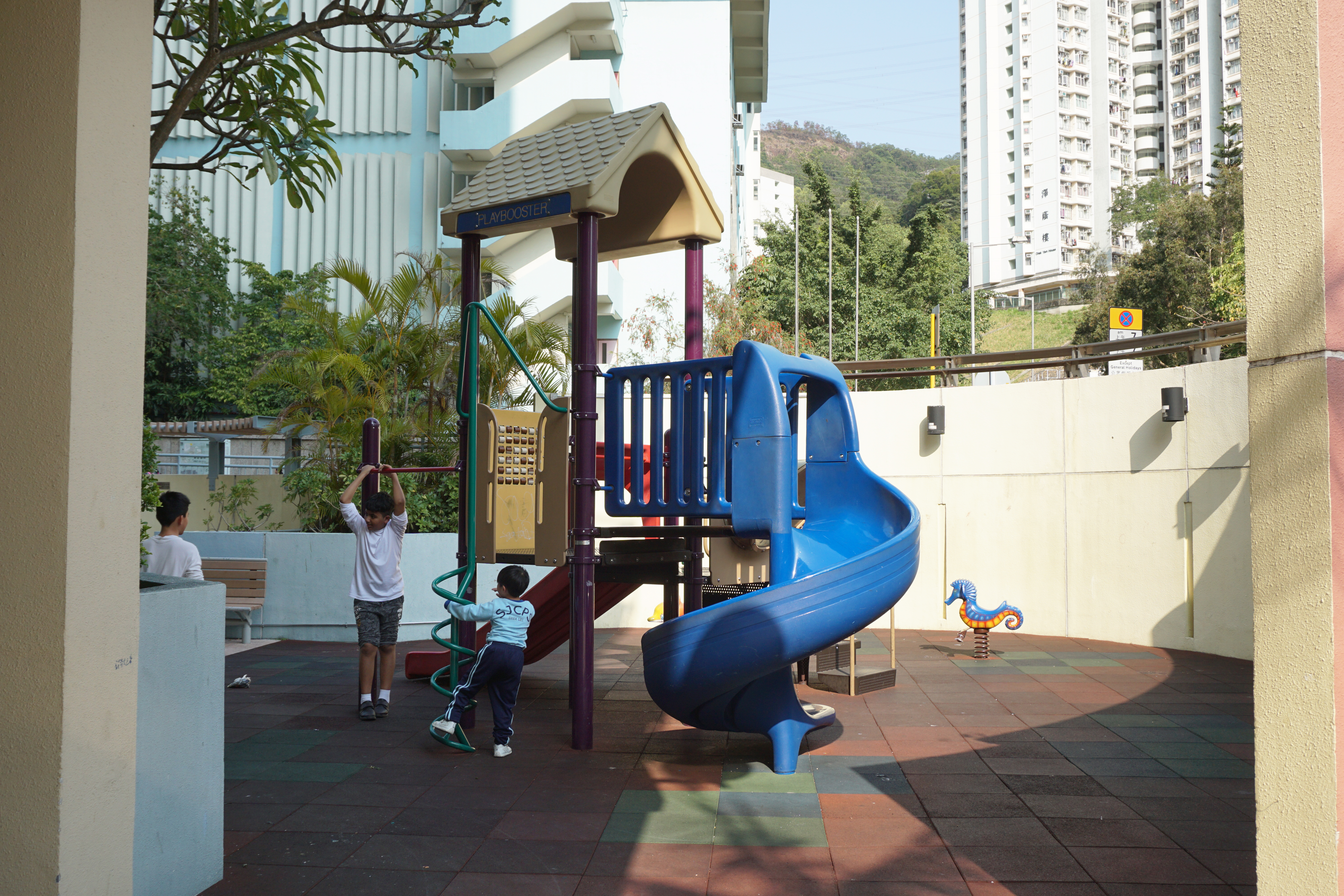
石蔭邨兒童遊樂場（2）
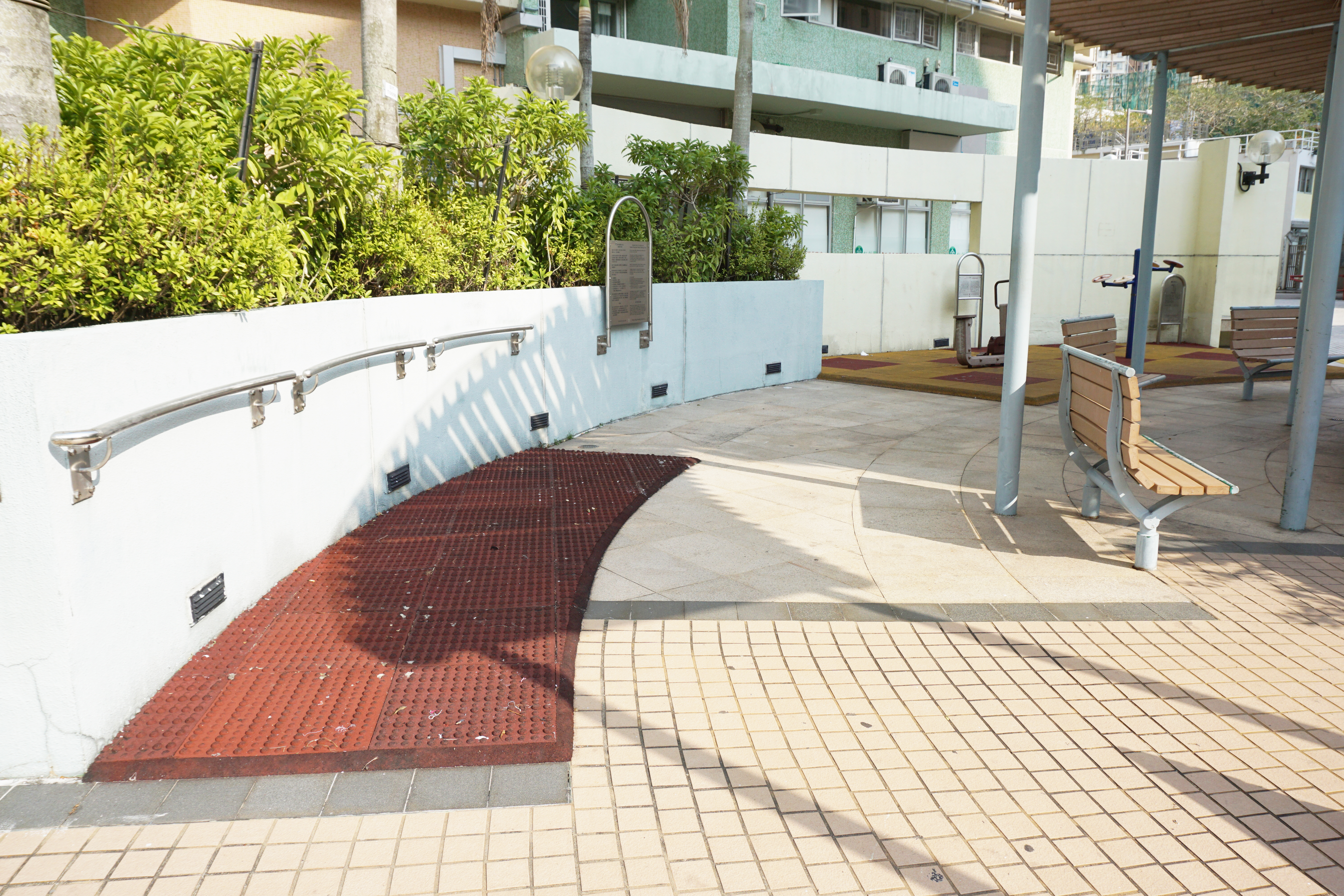
石蔭邨卵石路步行徑及健體區
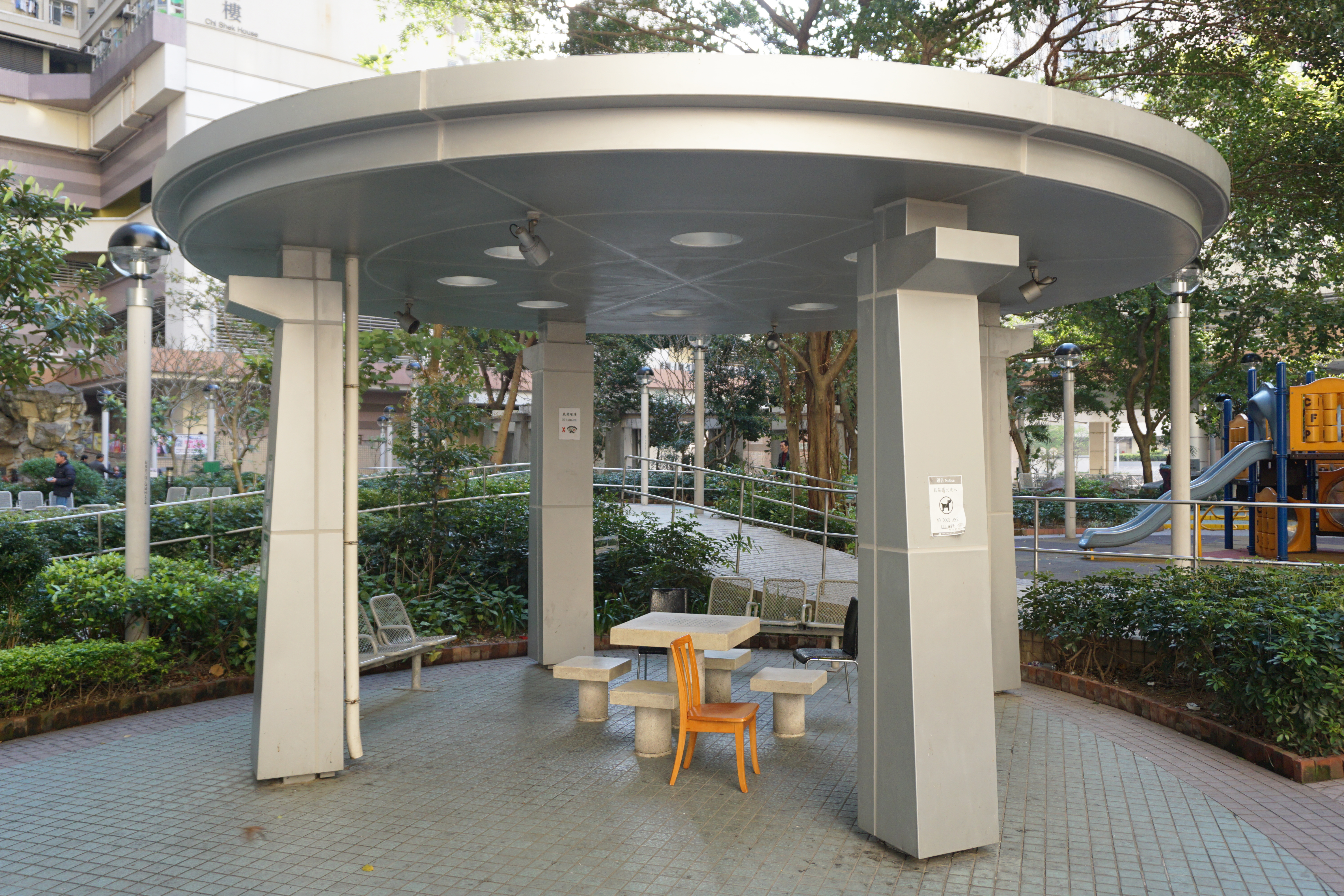
石蔭邨涼亭及棋藝區
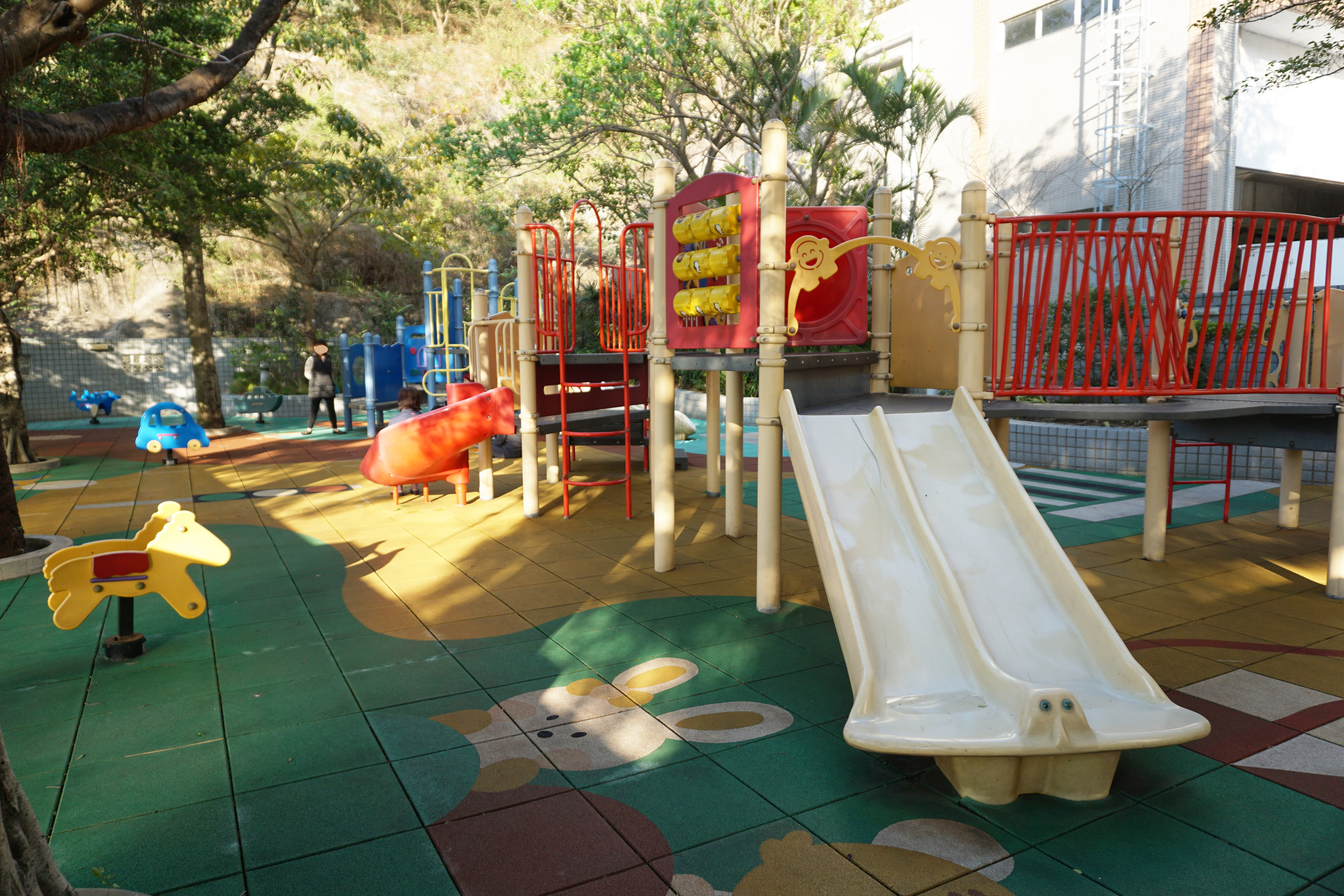
寧峰苑兒童遊樂場
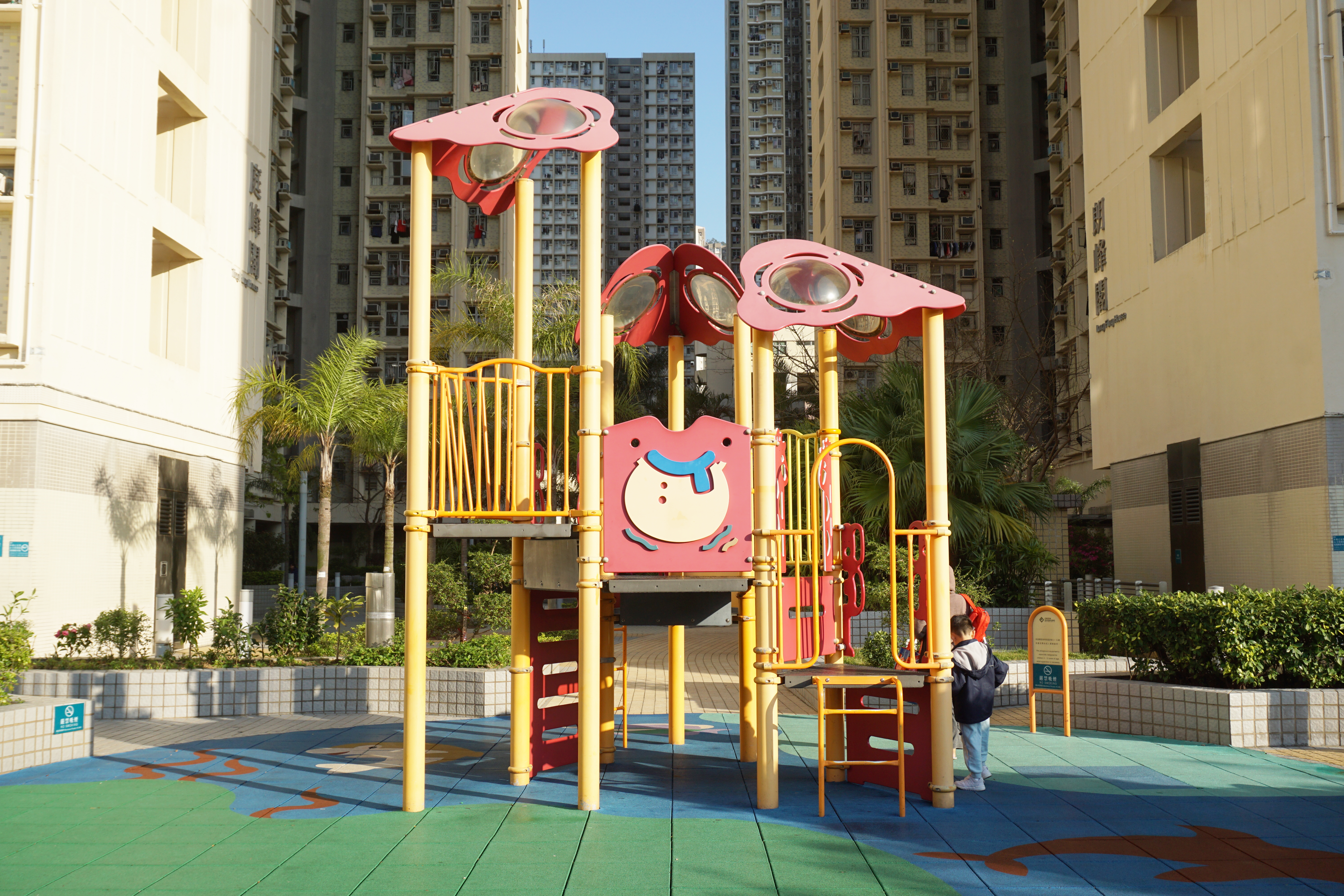
寧峰苑兒童遊樂場（2）
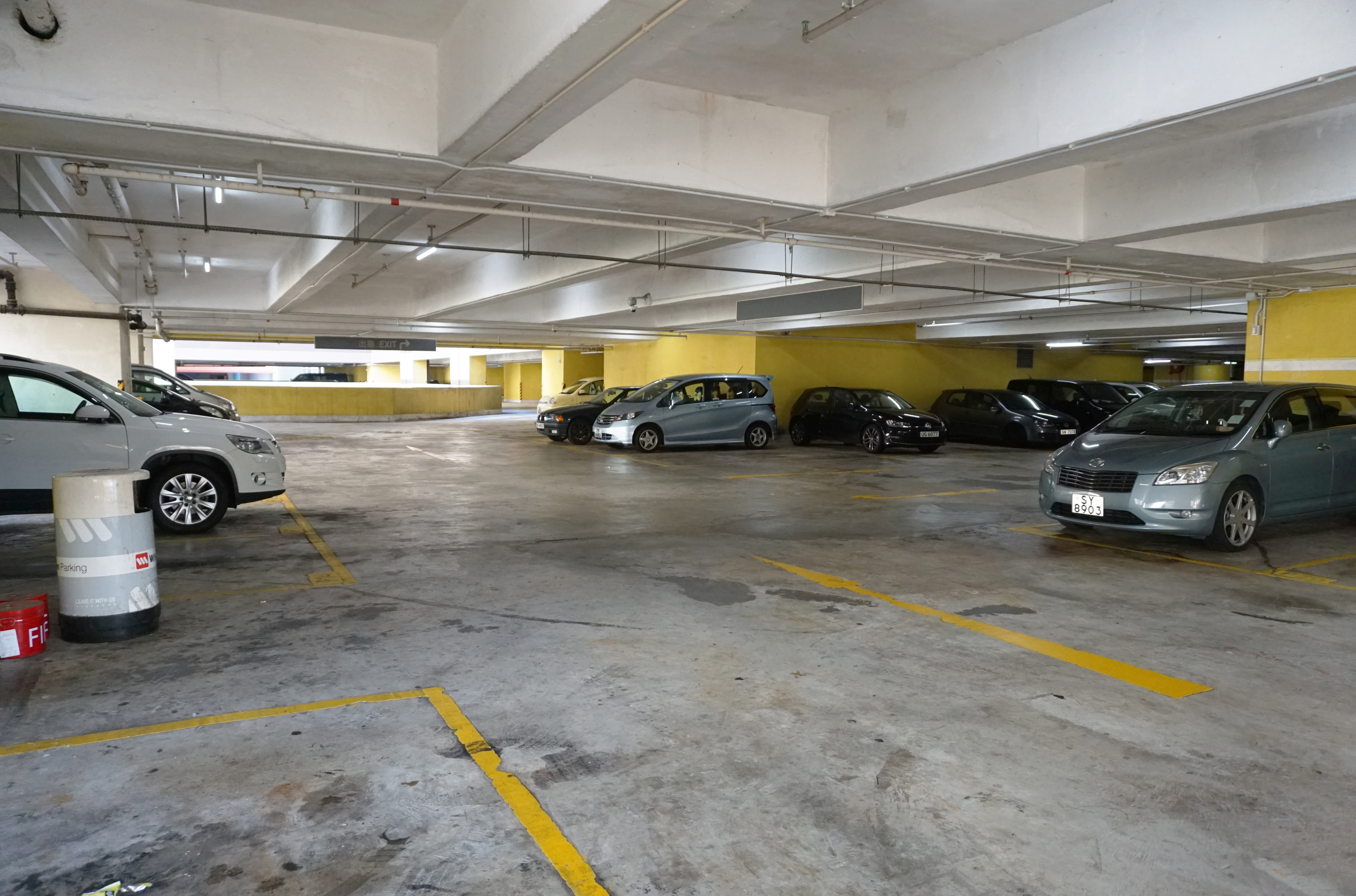
石蔭邨停車場
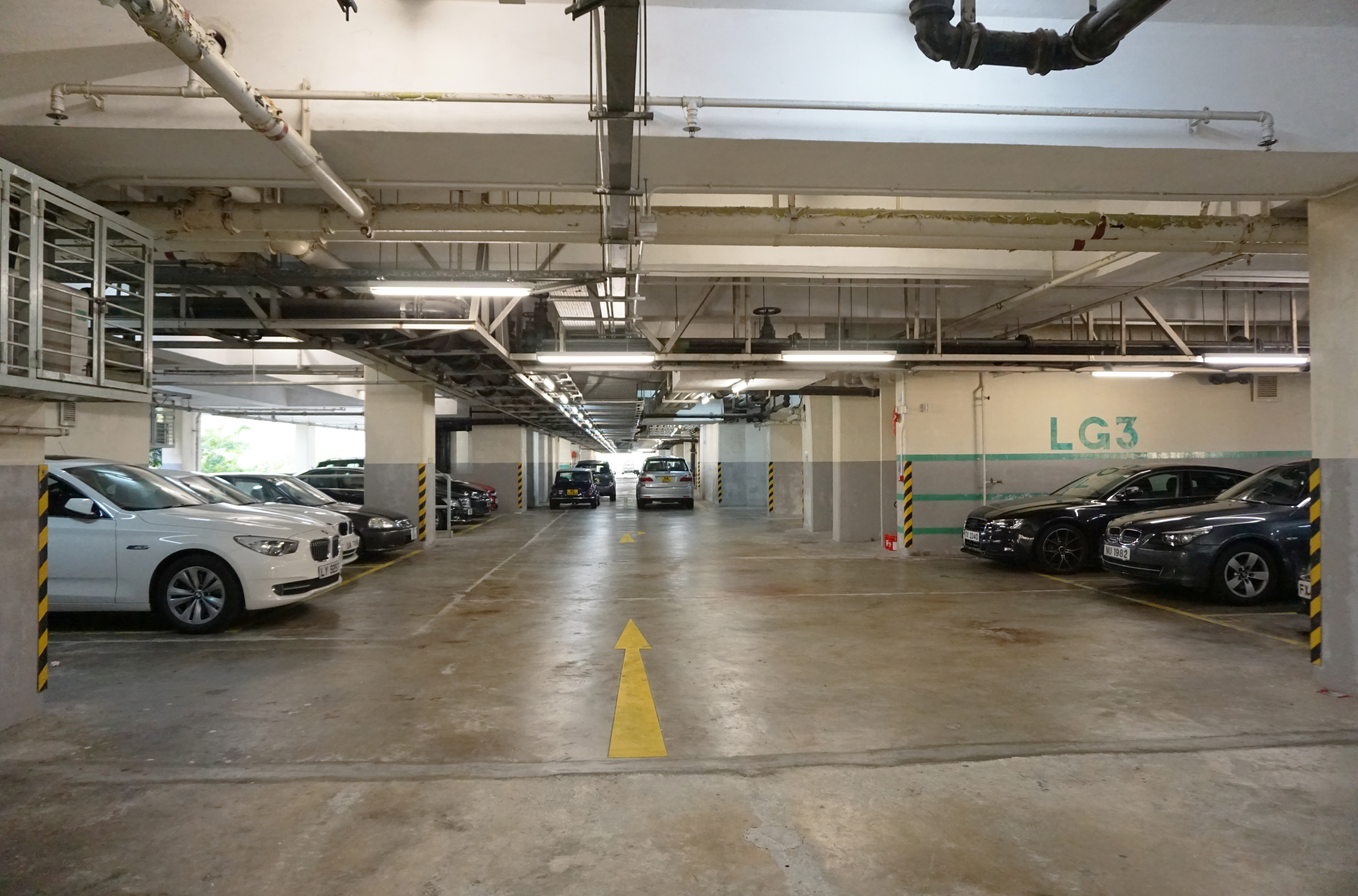
寧峰苑停車場

## 商業設施

### 石蔭商場
石蔭邨內有由香港房屋委員會興建，馬亞木物業的商場，位於智石樓及仁石樓下方基座，但不設街市。商場對面石蔭路則有食物環境衞生署管理的北葵涌街市，則為石蔭邨附近的主要街市。另外，獲街坊稱為「葵涌旺角」之稱石蔭路，則有大量食肆及零售店，服務石籬邨及石蔭邨一帶居民，不少安蔭邨及石蔭東邨的居民也會前來購物。
2016年，領展以8.8億港元向馬亞木出售石蔭商場。

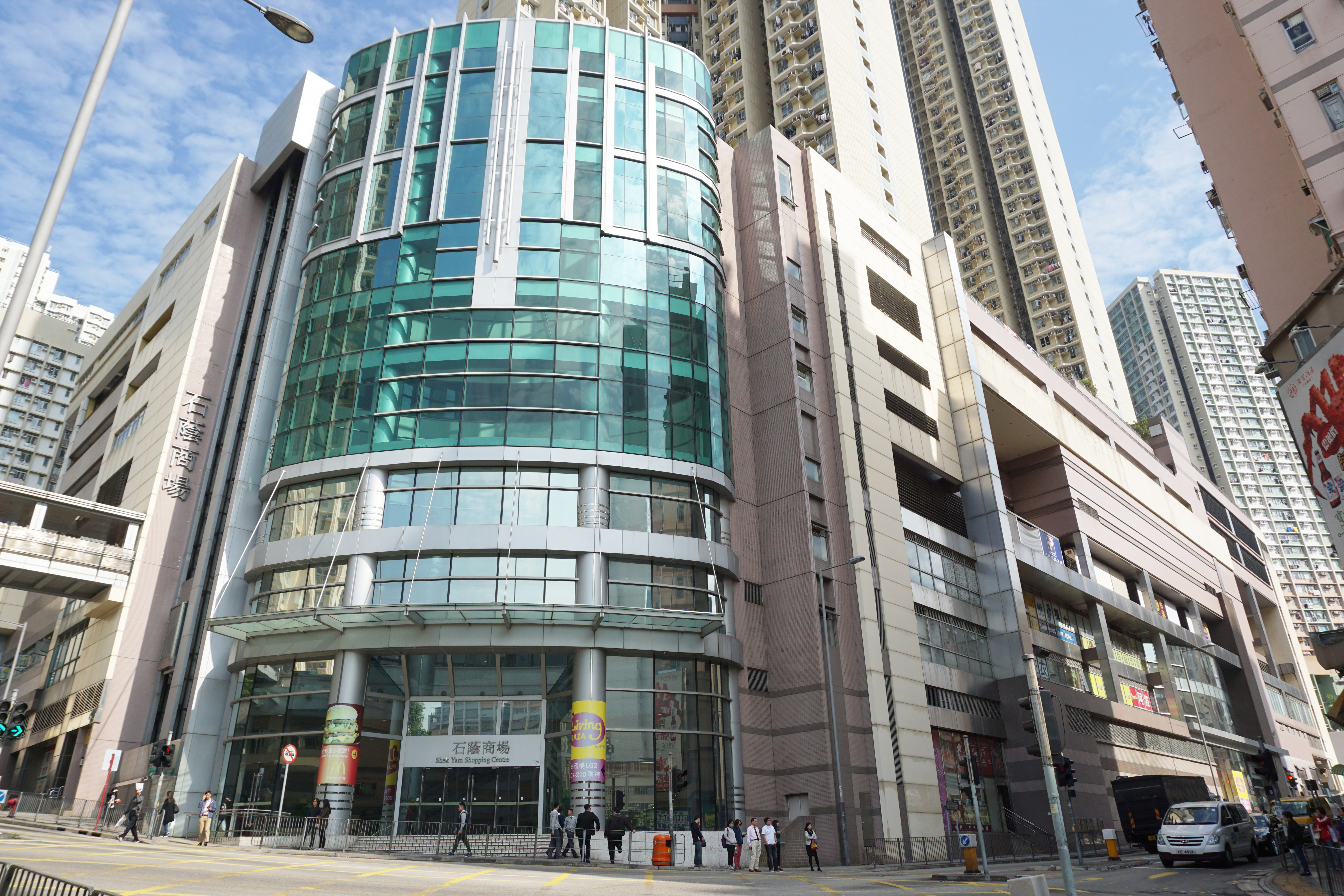
石蔭商場外貌
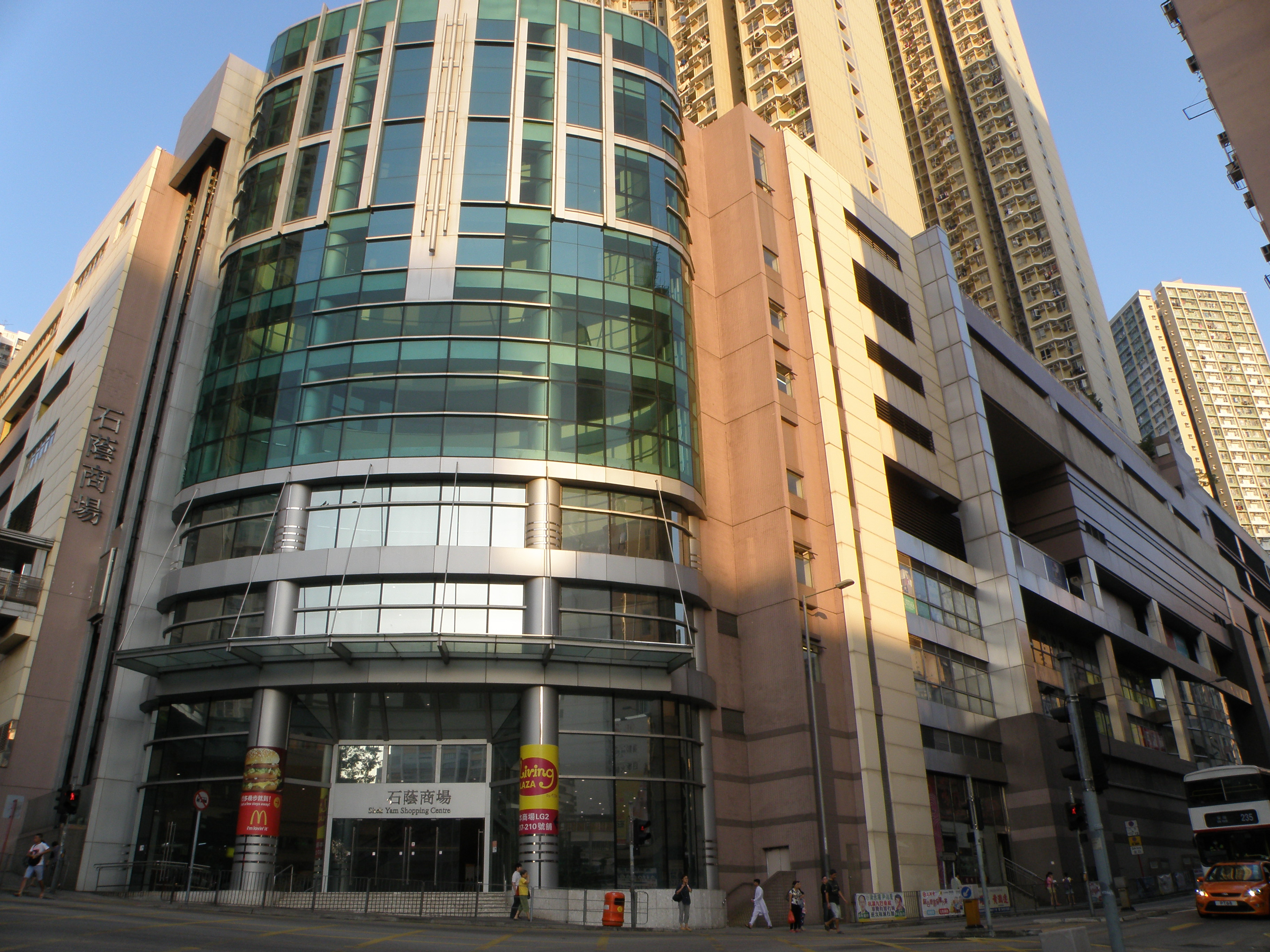
仍然屬領展管理時的石蔭商場（下午時分）
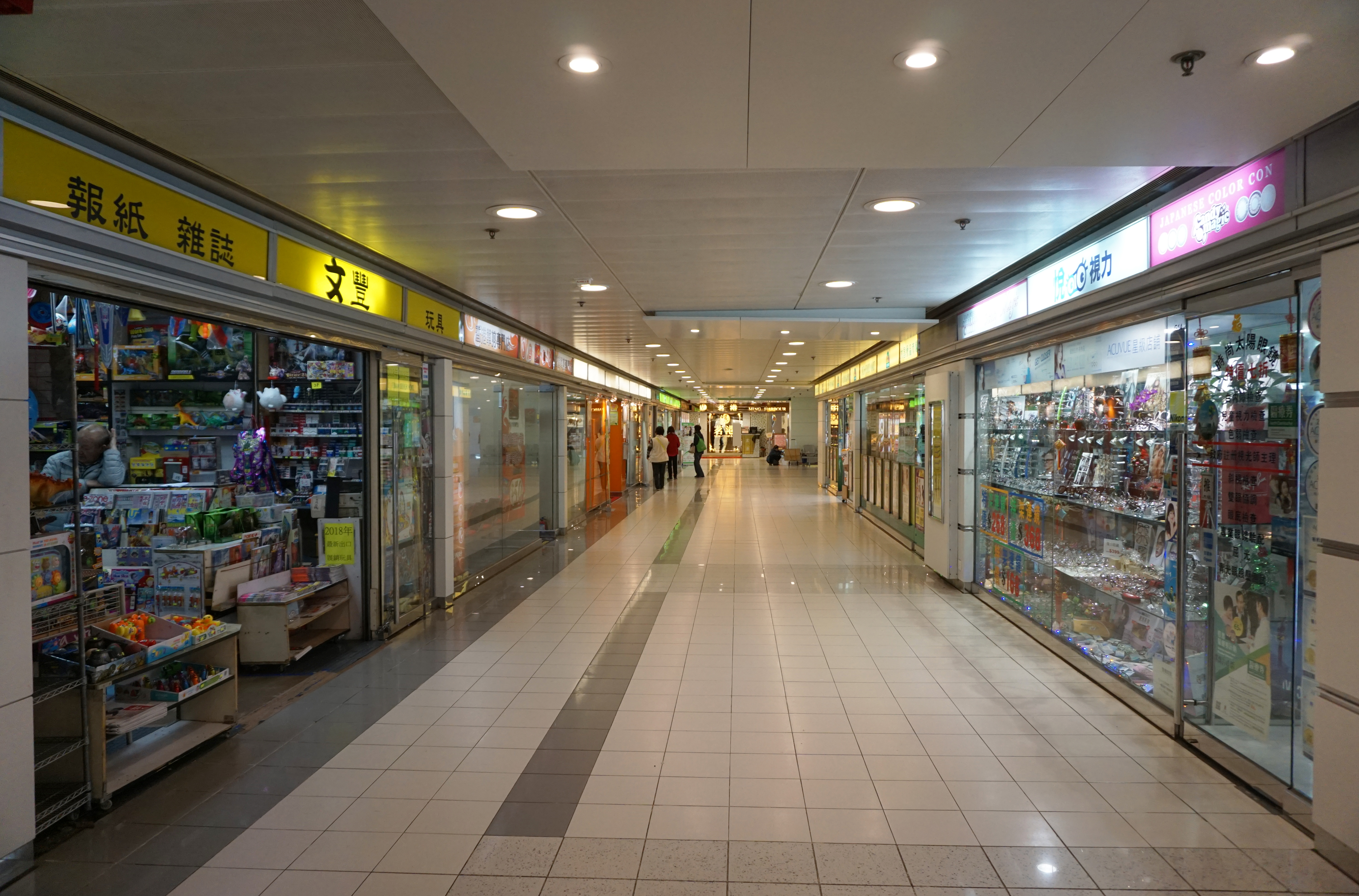
石蔭商場地下內貌
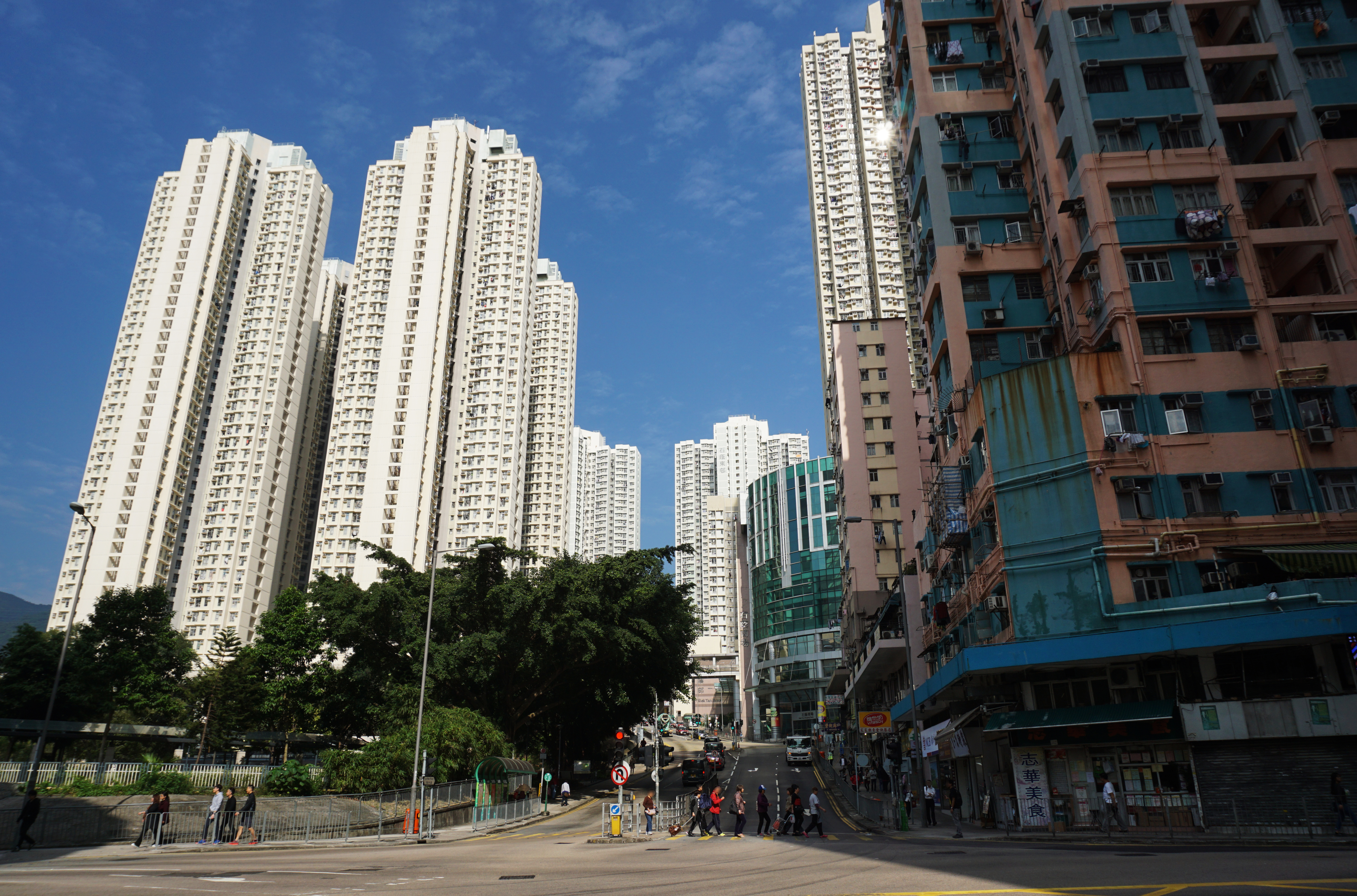
從梨木道觀望石蔭邨及石蔭商場

## 教育設施
石蔭邨內有兩間幼稚園及一所小學，附近則有三所中學。

### 幼稚園
- 主蔭幼稚園 （2001年創辦）（位於石蔭商場平台）
- 香港聖公會麥理浩夫人中心〈石蔭〉幼稚園 （2001年創辦）（位於石蔭商場地下）

已結束
- 聖嘉心堂幼稚園
- 聖百德幼稚園

### 小學
- 聖公會主愛小學（1968年創辦）（位於石蔭邨勇石樓旁）

已結束
- 新會古井同鄉會達善小學
- 慈幼葉漢小學（舊校舍）
- 中華基督教會基蔭小學

### 中學
- 裘錦秋中學（葵涌）（位於安蔭安捷街）
- 東華三院伍若瑜夫人紀念中學（位於安蔭安捷街）
- 石籬天主教中學（位於安蔭安捷街）

## 所屬選區
石蔭邨全邨與寧峰苑在立法會地區直選當中，屬於新界西（LC4）選區範圍之內，而地方行政則為葵青區。與鄰近的石蔭東邨均屬於葵青區議會下轄的石蔭選區。現由曾任民主黨副主席和香港新界西選區立法會議員尹兆堅擔任當區區議員。

### 歷屆議員
| 屆別           | 議員   | 政治聯繫 | 政治聯繫 |
| -------------- | ------ | -------- | -------- |
| 1994年－1999年 | 吳重德 |          | 民主黨   |
| 2000年－2003年 | 李志輝 |          | 民主黨   |
| 2004年－2007年 | 尹兆堅 |          | 街工     |
| 2008年－2011年 | 尹兆堅 |          | 街工     |
|                | 尹兆堅 | 民主黨   |          |
| 2012年－2015年 | 尹兆堅 |          |          |
| 2016年－2019年 | 李世隆 |          | 民建聯   |
| 2020年－2021年 | 尹兆堅 |          | 民主黨   |

## 知名居民
- 邵家臻：已故香港立法會議員
- 范國威：前香港立法會及西貢區議會議員
- 馬德鐘：知名藝人，曾居於第五座
- 麥翠嫻：前亞洲電視藝員
- 黃光亮：藝人
- 廖偉雄：知名藝人，以1980年無綫電視劇集網中人的角色「阿燦」作暱稱而聞名
- 呂爵安：組合Mirror成員
- 羅淑佩：現任文化體育及旅遊局局長
- 何佩：新晉獨立歌手，全民造星4參賽者

## 外部連結
- 房委會物業位置及資料 石蔭邨 （页面存档备份，存于）
- 房委會物業位置及資料 寧峰苑 （页面存档备份，存于）
- 房委會物業位置及資料 石蔭邨（页面存档备份，存于）
- 房委會物業位置及資料 寧峰苑（页面存档备份，存于）
- Low Waste Building Technolgies - Shek Yam Estate Phase 3 （页面存档备份，存于）

22°22′20″N 114°08′22″E / 22.372125°N 114.139447°E